# Faro de la Isla de Ons
El faro de la isla de Ons es un faro situado en la isla de Ons, en el municipio de Bueu, en la provincia de Pontevedra, Galicia, España. Está gestionado por la autoridad portuaria de Marín.

## Historia
Fue encendido por primera vez el 13 de abril de 1865 un faro de quinto orden, con un alcance de 17 millas y elevando 128 metros sobre el nivel del mar. Con la entrada en vigor del Plan de Reforma del Alumbrado de 1902 se decidió que el faro debía tener mayor alcance, por lo que se tuvo que construir un nuevo faro con la base del antiguo. El nuevo faro fue de forma octogonal, y se inauguró el 4 de julio de 1926.